# Sofía Reyes

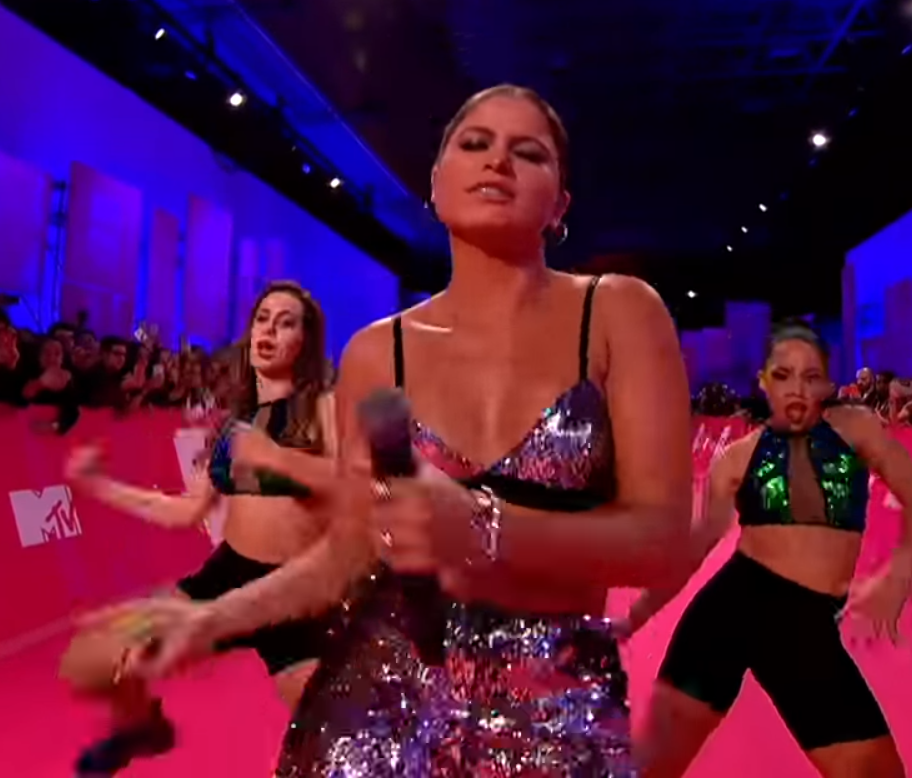
Reyes treedt op met het nummer 1, 2, 3 tijdens de MTV Awards in 2018

Sofía Reyes (Monterrey, 25 september 1995) is een Mexicaans singer-songwriter. Ze is onder andere bekend van het nummer How You Samba, een samenwerking met Tinie Tempah en het Nederlandse dj-trio Kris Kross Amsterdam.

## Biografie
Sofía Reyes werd geboren in Monterrey in de Mexicaanse staat Nuevo León. Op tienjarige leeftijd begon ze met zingen en piano spelen. Twee jaar later begon ze met het uploaden van video's en covers op het platform YouTube. De video's wekten de aandacht van Latijns-Amerikaans zanger Prince Royce. Reyes kreeg op twaalfjarige leeftijd een contract bij het nieuwe opgerichte muzieklabel D'Leon Records van Royce. In 2013 bracht Reyes haar debuutsingle Now Forever uit, een samenwerking met Khleo Thomas. Haar volgende single Muévelox was opnieuw een samenwerking met de Puerto Ricaanse zanger Wisin en Duitse producer Toby Gad. Het volgende jaar kwam haar derde single Conmigo (Rest of your Life) uit waarin Kendall Schmidt van Big Time Rush en Heffron Drive te zien waren. De volgende single Solo Yo was de eerste samen met Prince Royce. Samen met Jason Derulo en De La Ghetto bracht ze de single 1, 2 3 uit. In maart 2019 werkte Reyes samen met Rita Ora en Annita voor de single R.I.P.
Op 26 april 2020 werkte Reyes samen met Michael Bublé en Barenaked Ladies voor de single Gotta Be Patient, dat gebruikt werd voor een benefietconcert van Food Banks Canada als eerbetoon aan de zorgverleners tijdens de coronapandemie en aan het Bloedbad in Nova Scotia.
Op 12 mei 2023 bracht Reyes samen met Kris Kross Amsterdam en Tinie Tempah de single How You Samba uit. Deze single wist op 7 juli 2023 de eerste plaats van de Nederlandse Top 40 te behalen.

## Discografie

### Album
- "Louder!" (2017)
- "Mal de Amores" (2022)
- "Milamores" (2023)

### Singles
- "Now Forever" (met Khleo Thomas) (2013)
- "So Beautiful (A Place Called Home)" (2013)
- "Muévelo" (met Wisin) (2014)
- "Conmigo (Rest of Your Life) (2015)
- "Solo Yo" (2016)
- "Llegasts Tú" (2016)
- "Louder!" (Francesco Yates en Spencer Ludwig) (2016)
- "1, 2, 3" (met Jason Derulo en De La Ghetto) (2018)
- "Vamos por La Estrella" (met Paty Cantú en Kap G) (2018)
- "R.I.P." (met Rita Ora en Anitta) (2019)
- "¿Qué Ha Pasao'?" (met Abraham Matteo (2019)
- "A Tu Manera (Corbata)" (met Jhay Cortez) (2019)
- "Idiota" (2019)
- "Gotta Be Patient" (met Michael Bublé en Barenaked Ladies) (2020)
- "Cuando Estás Tú" (met Piso 21) (2020)
- "Échalo Pa' Ca" (met Darell en Lalo Ebratt) (2020)
- "Tick Tock" (met Thalía en Farina) (2020)
- "Dancing on Dangerous (met Imanbek en Sean Paul) (2021)
- "Casualidad" (met Pedro Capó) (2021)
- "Mal de Amores" (met Becky G) (2021)
- "Seaside" (met Diane Warren, Rita Ora en Reik (2021)
- "Marte" (met Maria Becerra) (2022)
- "TQUM" (met Danna Paola) (2023)
- "How You Samba" (Kris Kross Amsterdam en Tinie Tempah) (2023)